# 1955

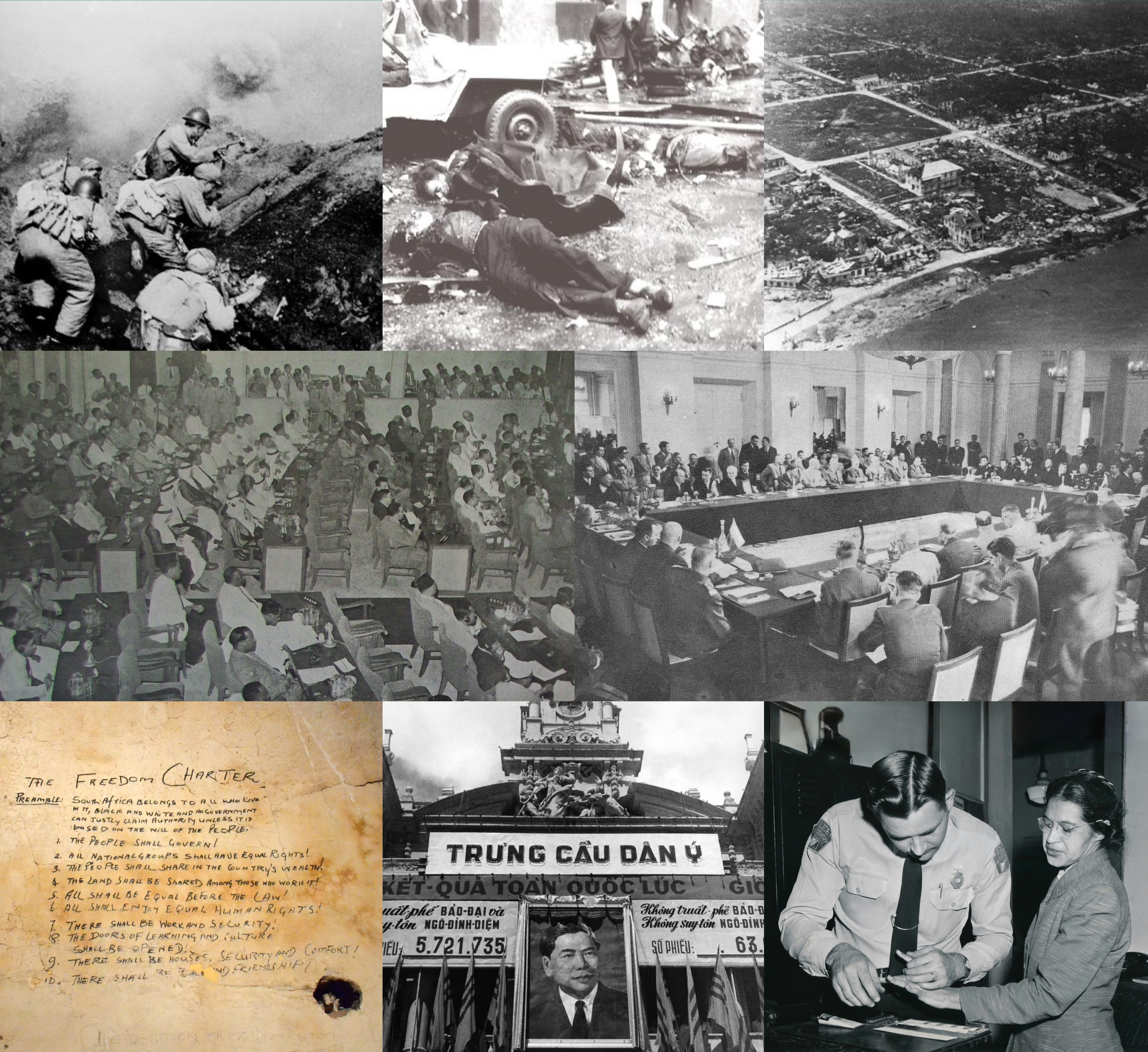

1955 (MCMLV) là một năm thường bắt đầu vào Thứ bảy của lịch Gregory, năm thứ 1955 của Công nguyên hay của Anno Domini, the năm thứ 955  của thiên niên kỷ 2, năm thứ 55  của thế kỷ 20, và năm thứ  6   của thập niên 1950. 

## Sự kiện

### Tháng 1
- 1 tháng 1: Trung ương Đảng Lao động Việt Nam, chính phủ Việt Nam Dân chủ Cộng hòa và chủ tịch Hồ Chí Minh trở về thủ đô Hà Nội sau kháng chiến chống Pháp thắng lợi.
- 18 tháng 1: Giải phóng quân Nhân dân Trung Quốc tấn công đảo Nhất Giang Sơn do Quốc quân Trung Hoa Dân quốc kiểm soát.

### Tháng 2
- 16 tháng 2: Quốc quân Trung Hoa Dân Quốc rút khỏi đảo Đại Trần
- 24 tháng 2: Khối Baghdad được thiết lập bởi Iran, Iraq, Pakistan, Thổ Nhĩ Kỳ và Liên hiệp Anh
- 28 tháng 2: Thành lập chính phủ cộng hòa tại Đài Loan.

### Tháng 3
- 4 tháng 3: Thành lập Mặt trận Thống nhất Toàn lực Quốc gia
- 8 tháng 3: Tại Quảng Trị, quân Sài Gòn tấn công đảng Đại Việt
- 17 tháng 3: Bạo loạn Richard của hơn 20.000 người nổ ra tại Montréal, Québec, Canada khi vận động viên khúc côn cầu trên băng Maurice Richard bị cấm thi đấu theo quyết định của chủ tịch NHL Clarence Campbell.[1]
- 20 tháng 3: Khai mạc kỳ họp Quốc hội khoá I lần thứ 4 Việt Nam Dân chủ Cộng hòa.
- 25 tháng 3: Việt Nam cộng hòa trấn áp phe đối lập tại Sài Gòn
- 26 tháng 3: Bế mạc kỳ họp Quốc hội khoá I lần thứ 4 Việt Nam Dân chủ Cộng hòa.

### Tháng 4
- 2 tháng 4: Ngô Đình Diệm lên án lực lượng Bình Xuyên làm loạn
- 12 tháng 4: Quân Bình Xuyên tấn công quân đội quốc gia Việt Nam
- 29 tháng 4: Giao tranh nổ ra tại Sài Gòn (Việt Nam) giữa quân chính phủ ủng hộ Thủ tướng Ngô Đình Diệm và lực lượng Bình Xuyên ủng hộ Quốc trưởng Bảo Đại.
- 30 tháng 4: Hội đồng Nhân dân Cách mạng Quốc gia thành lập, ủng hộ Thủ tướng Ngô Đình Diệm.

### Tháng 5
- 1 tháng 5: Kết thúc cuộc khủng hõang eo biển Đài Loan lần 1.
- 3 tháng 5: Tướng Trình Minh Thế bị ám sát
- 9 tháng 5: Tây Đức gia nhập NATO.
- 14 tháng 5: Khối Warszawa thành lập
- 15 tháng 5: Nước Áo được trung lập hóa và sự chiếm đóng của quân đồng minh chấm dứt.
- 16 tháng 5: Quân Pháp rút khỏi đảo Cát Bà (Hải Phòng), chính phủ Việt Nam Dân chủ Cộng hòa hoàn toàn kiểm soát miền Bắc Việt Nam

### Tháng 6
11 tháng 6: Thảm hoạ Le Mans năm 1955

### Tháng 7
- 18 tháng 7: Lãnh đạo Anh, Pháp, Mỹ, Liên Xô họp hội nghị Tứ cường tại Geneve

### Tháng 8
- 1 tháng 8: Trung Quốc và Nepal thiết lập quan hệ ngoại giao.
- 20 tháng 8: tại Đài Loan xảy ra sự kiện Tôn Lập Nhân.

### Tháng 9
- 21 tháng 9: Mở đầu chiến dịch Hoàng Diệu

### Tháng 10
- 6 tháng 10: Ngô Đình Diệm quyết định mở cuộc trưng cầu dân ý.
- 23 tháng 10: cuộc trưng cầu dân ý miền nam Việt Nam.
- 24 tháng 10: Kết thúc chiến dịch Hoàng Diệu
- 26 tháng 10: Ngô Đình Diệm tuyên bố thành lập Việt Nam cộng hòa.

Tháng 12
Lào gia nhập Liên Hợp Quốc.

## Sinh
Tháng 1
- 6 tháng 1 - Rowan Atkinson, diễn viên hài nổi tiếng của Anh, đóng vai chính trong phim Mr. Bean.
- 28 tháng 1 - Lưu Hiểu Ba, nhà hoạt động nhân quyền và trí thức Cộng hòa Nhân dân Trung Hoa ( Trung Quốc).
- 24 tháng 2 - Steve Jobs, nhà sáng lập, CEO Apple (1997-2011) (m. 2011)
- 12 tháng 3 - Thanh Mai, nữ ca sĩ song ca cùng Quốc Dũng trước năm 1975
- 21 tháng 3 - Philippe Troussier huấn luyện viên bóng đá chuyên nghiệp người  Pháp ,huấn luyện viên trưởng Đội tuyển bóng đá U-23 quốc gia Việt Nam và Đội tuyển bóng đá quốc gia Việt Nam
- 22 tháng 3 - Lê Vũ Cầu, nghệ sĩ hài - kịch người Việt Nam (m. 2008)
- 1 tháng 5 - Họa Mi, nữ danh ca nhạc vàng người Việt Nam
- 4 tháng 8 - Bảo Chung, nam diễn viên người Việt Nam
- 5 tháng 9 - Thế Bình, Trung tá, diễn viên, Nghệ sĩ Ưu tú Việt Nam (m. 2021)
- 15 tháng 10 – Tanya Roberts, diễn viên Mỹ (m. 2021)
- 28 tháng 10 - Bill Gates là một doanh nhân người Mỹ, nhà từ thiện, tác giả và chủ tịch tập đoàn Microsoft, hãng phần mềm khổng lồ mà ông cùng với Paul Allen đã sáng lập ra.
- 5 tháng 11 - Kris Jenner, ngôi sao truyền hình thực tế, người trở be nổi tiếng on xuất hiện trên Keeping Up with the Kardashians, The Talk, and of Mỹ Next Top Model.
- 8 tháng 12 - Thế Hiển, ca sĩ, nhạc sĩ nổi tiếng Việt Nam

## Mất
- 7 tháng 4 -  Theda Bara, diễn viên điện ảnh phim câm người Mỹ
- 18 tháng 4 - Albert Einstein, nhà vật lý người Đức
- 30 tháng 9 - James Dean, diễn viên điện ảnh người Mỹ
- 1 tháng 11 - Dale Carnegie, nhà văn, nhà thuyết trình người Mỹ

## Giải Nobel
- Vật lý - Willis Eugene Lamb, Polykarp Kusch
- Hóa học - Vincent du Vigneaud
- Y học- Axel Hugo Theodor Theorell
- Văn học - Halldór Kiljan Laxness
- Hòa bình - không có giải